# Vacancy
Vacancy (no Brasil: Temos Vagas; em Portugal: O Motel) é um filme estadunidense de 2007, dos gêneros terror e suspense, dirigido por Nimród Antal e estrelado por Luke Wilson e Kate Beckinsale.
A trama mostra um casal em um hotel de beira de estrada desértico sendo perseguidos até a morte pelo dono do local. O filme recebeu críticas mistas e arrecadou 35 300 645 milhões de dólares mundialmente, ultrapassando sua marca de orçamento de  19 milhões de dólares.

## Enredo
Um casal, David (Luke Wilson) e Amy Fox (Kate Beckinsale) pegam uma estrada errada numa curva nas montanhas. Quando seu carro quebra, eles percebem que estão em uma zona morta de telefonia celular, sem sinal algum. Eles, então, decidem passar a noite em um motel completamente isolado numa área rural, com um gerente extremamente estranho chamado Mason (Frank Whaley).
Enquanto isso em seu quarto, um David entediado dá uma olhada nas fitas de vídeo à esquerda em cima da televisão. Quando assiste as fitas, ele percebe que são Filme snuff, feitos no quarto onde estão hospedados. O casal fica alarmado com isso, e com as batidas insistentes vindo da porta do quarto ao lado, e tentam fugir. Homens vestidos de azul, usando máscaras os detêm, e eles voltam para o quarto. David corre até uma cabine de telefone público do motel sem sucesso, escapando de um carro que se choca contra a cabine de telefone. O casal decide se trancar no quarto quando eles veêm um caminhão encostar. Eles tentam avisar o motorista do caminhão quando só depois descobrem que ele está ali para comprar uma caixa de fitas dos Filme snuff.
David e Amy fogem por um túnel que eles descobrem no banheiro do quarto. Eles seguem pelo interior do túnel e acabam dentro de uma ante-sala do gerente, onde eles encontram monitores de vídeo que estão gravando todo o hotel. Amy tenta fazer uma chamada para o 911, mas é interrompida antes que possa dar qualquer informação importante ao telefonista. O casal volta para dentro do túnel, e dois dos homens mascarados os perseguem dentro do túnel, mas o casal consegue enganá-los saindo na garagem do motel que fica do outro lado do terreno. Enquanto isso, um carro de polícia respondendo ao chamado de Amy chega ao local, e David e Amy corre em sua direção enquanto ele checa os quartos. Todos eles entram no carro de polícia, mas o carro foi sabotado e os homens mascarados matam o policial, enquanto ele olhava dentro do capô.
O casal foge para um dos quartos do motel. David esconde Amy num espaço dentro do teto, para tentar chegar até a sala da gerência e pegar uma arma. Os assassinos capturam David e lhe dão uma facada, e ele cai inconsciente na entrada da porta. Ao amanhecer, Amy desce do teto e descobre onde os assassinos esconderam seu carro. Enquanto Amy tenta dar partida no carro, um dos assassinos entram no carro pelo teto solar, e num esforço de afastá-lo do carro enquanto dirige, Amy colide o carro contra o motel, matando não somente seu agressor, mas também o outro homem mascarado, revelando ser o frentista que no início "ajudou" o casal com problemas no seu carro, que é esmagado na parede. Ela corre para a recepção e vê um revólver na parede. Ela tenta alcançá-lo, mas Mason a ataca tentanto enforcá-la com um fio de telefone. Enquanto lutam, Mason dá muitos socos em Amy. Porém, enquanto grava a luta e com o objetivo de obter uma boa cena final com sua câmera de vídeo portátil, Mason joga Amy ao alcance de um revólver que ela tinha deixado cair momentos antes, e ela atira em Mason três vezes. Amy então corre imediatamente para David, e percebe que ele ainda está vivo. Ela procura nos bolsos de Mason pelo fio de telefone que ele usou para estrangulá-la, encontra e telefona para o 911, e em seguida volta para acariciar David, que está quase inconsciente, mas vivo.

## Elenco
- Luke Wilson .... David Fox
- Kate Beckinsale .... Amy Fox
- Frank Whaley .... Mason
- Ethan Embry .... Mechanic
- Scott G. Anderson .... Assassino

## Prequela
Em 2009, o filme ganhou uma sequência em formato prequela, diferencial que mostra acontecimentos originados antes do filme original. Intitulado de Vacancy 2: The First Cut (Temos Vagas 2: A Primeira Diária), o filme foi muito mal recebido pela crítica, e lançado direto em DVD no mercado de home-video, sem passar pelos cinemas. A prequela teve participação apenas do roteirista, em relação a toda a equipe original.